# Общее пространство (концепция дорожного движения)

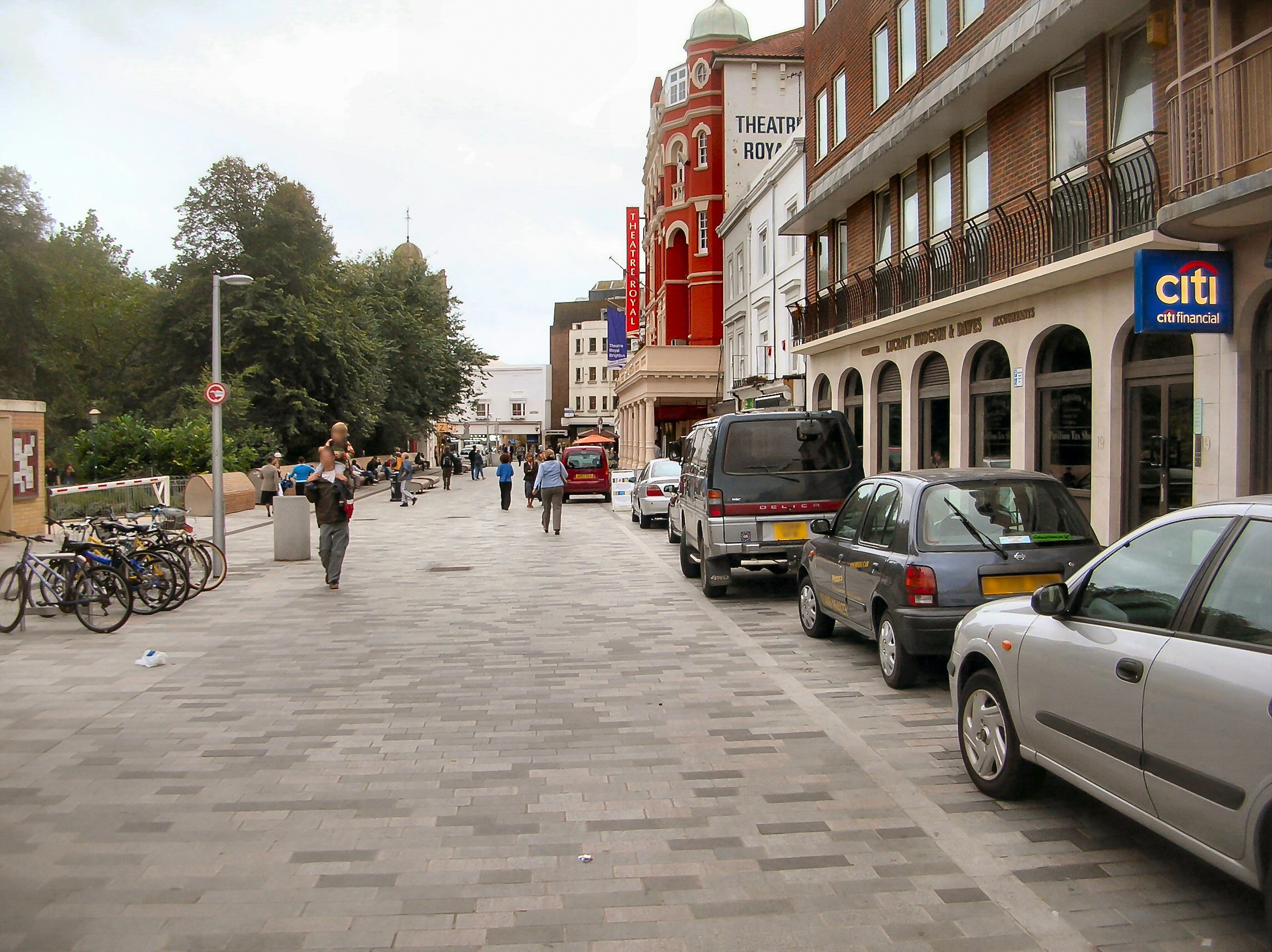
Нью-роуд, улица Брайтона — эксперимент по «общему пространству»

Общее пространство (англ. shared space) — новая концепция дорожного движения, заключающаяся в том, что автомобили, велосипедисты и пешеходы используют одно и то же мощёное пространство. При этом отсутствуют такие атрибуты автомобильной улицы, как бордюры, полосы, знаки, светофоры и переходы. Предполагается, что водители и пешеходы сами организуются так, как выгоднее всего. «Общее пространство» больше всего напоминает жилую зону, уже прописанную в правилах дорожного движения большинства стран.
Переделка скоростных магистралей современных мегаполисов в общее пространство не требуется и даже вредна (см. ниже). Однако дорожное пространство в жилых кварталах и старой застройке крупных городов, по мнению защитников идеи, можно и нужно делать общими.

## История
Термин «общее пространство» придумал Тим Фароа по отношению к неписаным законам улиц, на которых нет разметки, в книге «Руководство по успокоению движения» (англ. Traffic Calming Guidelines), изданной властями графства Девон в 1991 году. Позднее термин распространился на сходные концепции улиц, перекрёстков и площадей. Одним из первых защитников концепции был архитектор Бен Гамильтон-Бэйлли, предложивший эту концепцию на узких улочках европейских городов в 2003 году. Классиком общего пространства стал Ганс Мондерман, голландский специалист по дорожному движению, заметивший, что поведение водителей и пешеходов больше диктуется дорожными сооружениями, чем знаками.
Цель общего пространства — повысить безопасность дорожного движения, заставляя участников осознанно выбирать скорость и направление движения, руководствуясь простейшими правилами наподобие «берегите правый борт». Термин довольно размыт, так как, в зависимости от обстановки, варьировались и методы. Например, ранее, в 1980-е годы, Мишель Деронзье предложил похожую концепцию в городе Шамбери (Франция). Он предпочитал термин «приоритет пешеходов», но концепция была той же, что и у Мондермана.
Ганс Мондерман оказался во главе Европейского проекта по общему пространству (часть программы Interreg IIIB-North Sea), с 2004 и до своей смерти в 2008 выработал новые методы проектирования городских улиц. Проект спонсировался Европейской комиссией и был направлен на разработку методов борьбы с ДТП, всё большим разделением водителей и пешеходов и на оживление экономической деятельности на городских улицах.

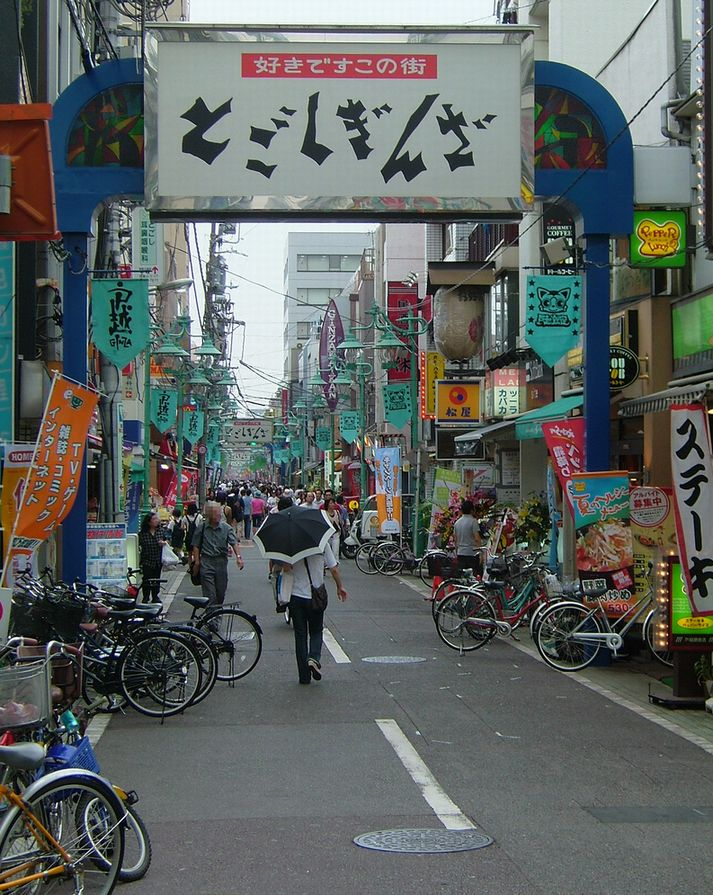
Токио, улица Тогоси-Гиндза

Многие улицы Токио, а также арабских городов исторически являются общим пространством.

## Концепция
Предполагается, что с ДТП, заторами, запустением периферийных улиц и удлинением пешеходных маршрутов можно бороться, если впустить автомобильное движение в остальную человеческую деятельность, а не отделить от неё. Основная черта улиц, разработанных с применением «общего пространства» — отсутствие таких признаков автомобильной дороги, как разметка, светофоры и знаки. Даже проезжая часть не отделяется от тротуаров. Таким образом, поведение людей начинает диктоваться обычным человеческим взаимодействием, а не искусственным регулированием.
Один из принципов, лежащих за этой схемой, Мондерман в «Шпигеле» сформулировал так: «Мы теряем способность к социально ответственному поведению… Чем больше предписаний, тем сильнее притупляется личная ответственность людей». Другие источники приписывают Мондерману фразу: «Когда ты не знаешь, кому проезжать первым, ты стараешься встретиться глазами с другими участниками движения. Ты сбавляешь скорость, держишь других в поле зрения и ездишь осторожнее». Мэр города Бомте, одного из первых городов, перешедших на «общее пространство», говорил: «Мы не хотим, чтобы первенство было за автомобилями, лучше попробовать сделать улицы удобнее для всех». На другой стороне планеты, в Окленде (Новая Зеландия), муниципалитет выразил намерение перейти на общее пространство с целью улучшить условия для пешеходов, не запрещая машинам въезд в пешеходную зону.

Согласно концепции, на общее пространство переводят только «медленную сеть» уличной иерархии — узкие, частые и медленные улицы. На них автомобили допускаются на правах гостей, которым нужно принять определённые нормы поведения, и устройство улиц должно склонять автомобилистов к этому. Редкая, но скоростная «быстрая сеть» (или «супра-сеть»), которая позволяет быстро проехать из одного конца в другой, тоже нужна для правильной работы «медленных» улиц.
В концепции общего пространства отмечается, что дороги становятся безопаснее при уменьшении количества правил благодаря компенсации риска: «Общее пространство успешно потому, что понимание риска становится средством и даже необходимым условием для повышения безопасности дорог. Потому что, когда ситуация кажется опасной, люди всегда начеку и меньше попадают в аварии.»
На вопрос, какова в общем пространстве роль законодательства, один из специалистов по общему пространству ответил: «Чтобы понять, как общее пространство работает, надо уйти от опоры на „права“ и законы, и осознать потенциал для соглашений и протоколов… Эти соглашения и протоколы быстро вырабатываются, если государство не вмешивается с законодательством».
Правила дорожного движения, особенно те, которые связаны с равнозначными перекрёстками, в разных странах варьируются, и могут помогать или мешать внедрению общего пространства.

## Критика

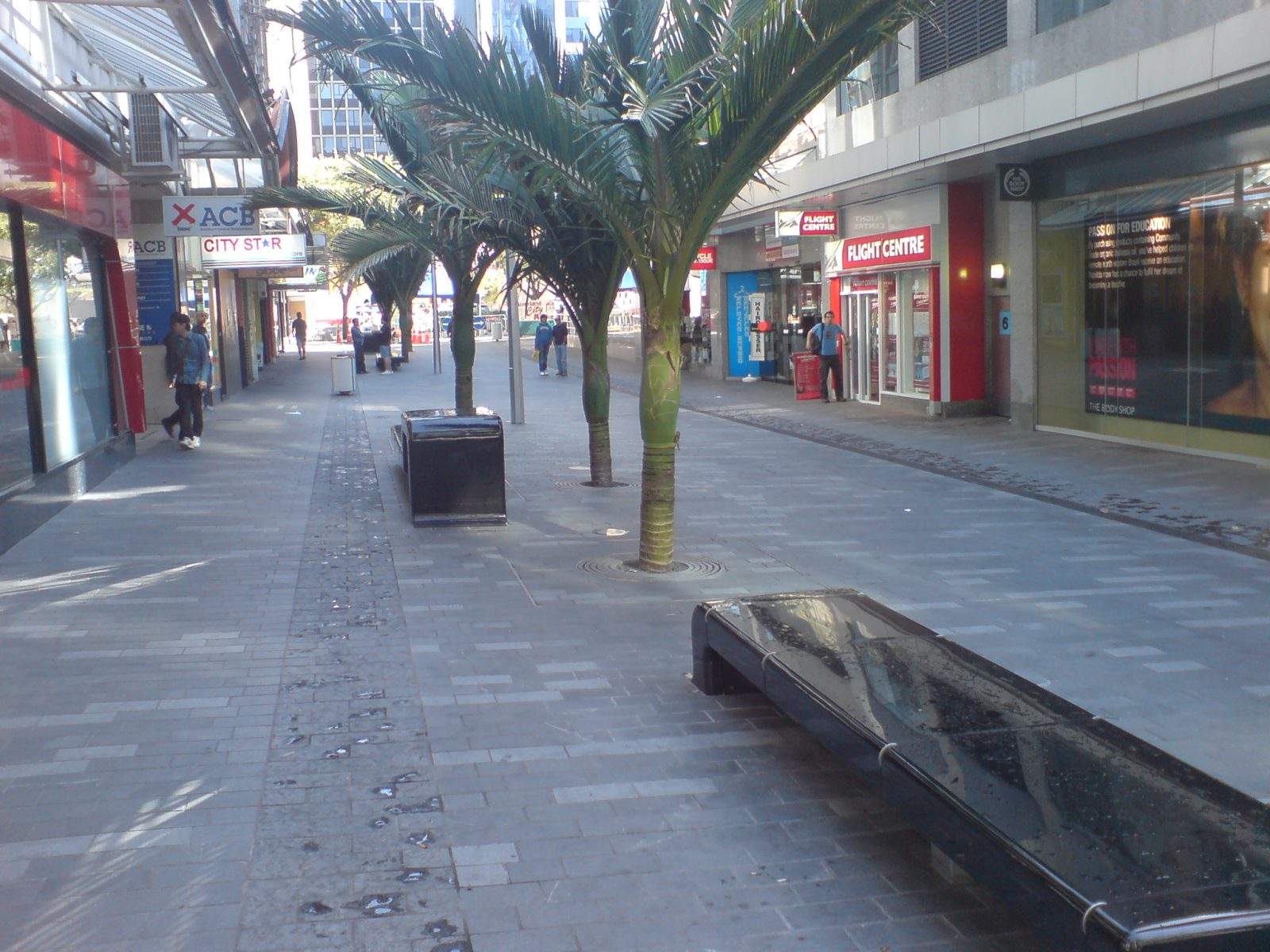
Окленд (Новая Зеландия) ответил на критику конструктивными различиями между «пешеходным» и «автомобильным» пространством. Расстановкой урн и скамеек машинам перекрыт путь на эту улицу, в то время как слабовидящим в качестве ориентиров отданы полосы на дороге и стены зданий.

Есть сомнения в практичности общего пространства. Как говорит «Ассошиэйтед Пресс» со ссылкой на традиционных специалистов по планированию городов, подобные схемы лишают автомобилистов ключевой информации. С другой стороны, Королевский национальный институт слепых раскритиковал исчезновение привычных ограждений и бордюров.
«Общие пространства» представляют опасность для слепых и слабовидящих, которые не могут «договариваться» с другими участниками движения. А из-за того, что по одному и тому же пространству могут и ходить люди, и ездить машины, пропадает «тихая гавань», в которой слабовидящий чувствует себя в полной безопасности. Британская ассоциация «Собака-поводырь для слепых» даже устроила кампанию «Скажи „нет“ общему пространству», которую поддержали более 30 других инвалидных ассоциаций. Причина та же: инвалид часто не может «договориться» с машиной о том, кто кому уступает место, и дорога становится закрытой для этой категории людей.
В Новой Зеландии также появились опасения по этому поводу, и к проектированию улиц пришлось подключать местные инвалидные организации. Вдоль стен провели «беспрепятственные коридоры» или «инвалидные зоны», по которым слепой или человек на костылях может беспрепятственно пройти.
В ноябре 2007 года Голландский союз велосипедистов раскритиковал общее пространство за то, что на «общих» улицах автомобилисты часто притесняют велосипедистов. Хотя у общего пространства есть и преимущества для велосипедистов, последние чувствуют угрозу, и наименее настойчивые, не рискуя проехать в потоке машин, подолгу стоят на перекрёстках. Хотя скорости машин уменьшились, «часть велосипедистов не осмеливается потребовать уступить дорогу. Они слезают и ждут, пока им явно не уступят, и только тогда переходят или переезжают на другую сторону. Проблема почти что решится, если автомобиль, встречаясь с велосипедистом, будет добрее и уступит. Из-за невысоких скоростей и оборонительного поведения велосипедистов такое пересечение неопасно, но определённо неудобно».
Мондерман ответил на это, что подобные возражения — больше вопрос общения, чем проектирования, и подчеркнул, что с подобными людьми надо советоваться ещё на этапе проектирования.
Исследователи Муди и Мелиа, проверяя результаты экспериментов с общим пространством в Великобритании, в 2011 году выяснили, что многие из заявлений защитников общего пространства — по крайней мере, «пешеходы идут, куда они хотят», а «скорости движения снижаются» — неверны и не подтверждаются практикой. В Эшфорде (графство Кент) они выяснили, что на оживлённых улицах пешеходы вынуждены уступать дорогу автомобилям, а не наоборот. А женщины и старики находили общее пространство слишком запугивающим и предпочли старые улицы с тротуарами и переходами.

## По странам

### Австралия
Бендиго, по состоянию на 2007 год, планирует ввести в центре города элементы «общего пространства».

### Великобритания
Существовало несколько пилотных проектов (Лондон, Карнарвон, Эшфорд, Брайтон, Ипсуич); во всех статистика заявляла уменьшение аварийности на «голых улицах», как их иронично назвали. В 2011 году британское министерство транспорта даже выпустило руководство по переходу на общее пространство. Несмотря на это, концепция оказалась неоднозначной, Западноанглийский университет (Бристоль) оспорил эти результаты.

### Германия
В сентябре 2007 года Бомте ввёл на дорогах общее пространство. Одна из целей проекта — улучшить безопасность на дорогах.

### Нидерланды
В Маккинга нет ни разметки, ни знаков. На въезде в город висит плакат: «Город без дорожных знаков». Также нет паркоматов и запретов на остановку. Ещё один первопроходец подобной организации движения — Драхтен. Цифры говорят, что средняя аварийность снизилась с 9 до 1 ДТП в год. Из 15 светофорных перекрёстков осталось только 3. На главном перекрёстке города, через который проезжают 22 тыс. машин в день, исчезли пробки.
В Голландии и Бельгии широко распространены так называемые «воонерфы» — улицы, где пешеходы и велосипедисты имеют преимущество перед автомобилями.

### Новая Зеландия
Несколько улиц Окленда превращены в общее пространство.

### Швеция
Одна из центральных площадей Норрчёпинга превращена в общее пространство; установлены фонтан и скамейки. Средняя скорость машин снизилась с 21 до 16 км/ч, на улицах стало больше пешеходов.

### Соединённые Штаты Америки
В Уэст-Палм-Бич (Флорида) отказались от знаков и разметки. Несмотря на то, что пешеходы стали ближе к машинам и скорости уменьшились, упало и количество аварий, и время поездки.